# Boris Tichonowitsch Koschewnikow
Boris Tichonowitsch Koschewnikow (russisch Борис Тихонович Кожевников; * 30. Novemberjul. / 13. Dezember 1906greg. in Nowgorod, Russisches Kaiserreich; † 8. April 1985 in Moskau) war ein russischer Komponist und Dirigent.

## Leben
Sein Studium absolvierte er am Institut für Musik und Drama in Charkiw, Ukraine, in den Fächern Komposition bei Semjon Bogatyrjow und Dirigieren; 1933 graduierte er dort. Danach ging er an die Militärmusik-Hochschule in Moskau. 
1940 wurde er Dozent am Moskauer Konservatorium. Ferner war er Dirigent von mehreren Orchestern von Theatern in Moskau.
Seine Kompositionen sind in Russland und den angrenzenden Nachfolgestaaten der Sowjetunion sehr bekannt. Im Westen ist sein Name kaum bekannt. Er schrieb über 70 Werke für Blasorchester.

## Werke

### Werke für Orchester
- 1935 Tanzsuite über ukrainische Themen
- 1936 Sinfonietta
- 1937 Fröhliche Ouvertüre
- 1938 Konzert für Trompete und Orchester
- 1973 Intermezzo für vier Posaunen

### Werke für Blasorchester
- 1943 Sinfonie Nr.1 für Blasorchester
- 1945 Sinfonie Nr.2 für Blasorchester
- 1950/1958 Sinfonie Nr.3 - Slawjanskaja (Die Slawische) für Blasorchester
  1. Allegro
  2. Tempo di Valse
  3. Allegro moderato con eleganza
  4. Allegro
- 1967 Sinfonie Nr.4 für Blasorchester
- 1975 Sinfonie Nr.5 für Blasorchester (Gewidmet den Erbauern der Baikal-Amur-Magistrale)
  1. Allegro maestoso
  2. Moderato assai, Cantabile
  3. Allegro vivace
  4. Tempo di marcia